# Paul Zedtwitz
Paul Zedtwitz (* 17. Dezember 1911 in Wien; † 14. Juni 1996 in Attersee) war ein österreichischer Botschafter.

## Leben
Paul Zedtwitz war der Sohn von Alexander Zedtwitz und entstammte dem gleichnamigen Adelsgeschlecht. Er heiratete am 12. September 1944 Renate Zacharias.
Paul Zedtwitz besuchte das Öffentliche Gymnasium der Stiftung Theresianische Akademie und studierte an der Universität Wien Rechtswissenschaft, wo er zum Doktor der Rechte promoviert und trat 1947 in den auswärtigen Dienst. 1949 war er Legationssekretär in Ankara, wo er bei Abwesenheit des Botschafters Clemens Wildner als Geschäftsträger fungierte. Von 1949 bis 1952 wurde er in Athen beschäftigt. Von 1954 bis 1956 wurde er am Konsulat in Triest beschäftigt.
Von 1956 bis 1958 war er Botschaftsrat in Washington, D.C., wo er auch zeitweise als Geschäftsträger eingesetzt wurde. Von 1958 bis 1962 war er Botschafter in Santiago de Chile. Er war von 1. bis 10. Dezember 1964 Botschafter Addis Abeba. Am 20. März 1968 wurde er zum Botschafter in Pretoria ernannt, wo er vom 3. April 1968 bis 25. Oktober 1972 akkreditiert war. Von 1972 bis 1973 war er Botschafter in Algier.